# Stefano Massignan
Stefano Massignan (* 23. Februar 1972 in Venedig) ist ein italienischer Westernreiter.

## Werdegang
Stefano Massignan begann als Assistent von Adriano Meacci, der ihn auch in die nationalen Reining Wettbewerbe schickte. Nach drei Jahren bei Meacci wurde er von Manager Claudio Risso zum Stall Roberta geholt. Man vertraute ihm die Leitung der Reining-Pferde-Abteilung an. Massignan gewann mehrere Wettbewerbe mit dem Hengst RS Vobinda, wie etwa den Futurity IRHA 2001, das  IRHA Derby 2002 Open, den Maturity IRHA 2002 Open und den Maturity IRHA 2003. Danach arbeitete er als Trainer im Arcese Quarter Horse Zentrum. Bei den Weltmeisterschaften 2010 in Lexington (Kentucky) gewann er mit Yellow Jersey im Reining  Team-Bronze zusammen mit Marco Ricotta, Dario Carmignani und Nicola Brunelli.

## Pferde (Auszug)
- Yellow Jersey (* 2004), Palomino-Hengst, Vater: Wimpys Little Step